# Łężkowice
Łężkowice – wieś w Polsce położona w województwie małopolskim, w powiecie wielickim, w gminie Kłaj. Zabudowania i pola Łężkowic znajdują się w rozległej równinie nad lewym brzegiem Raby, na obszarze Podgórza Bocheńskiego.

## Historia
Pierwsza wzmianka o wsi to rok 1238, była ona własnością Mniszek Zakonu św. Benedykta. Wieś duchowna Łeszkowice, własność Opactwa Benedyktynek w Staniątkach położona była w drugiej połowie XVI wieku w powiecie szczyrzyckim województwa krakowskiego. W latach 1975–1998 miejscowość administracyjnie należała do województwa krakowskiego.

## Kopalnia soli
W 1964 r. na południe od drogi nr 4 rozpoczęto budowę dwóch szybów otworowych dla eksploatacji złoża soli kamiennej metodą ługowania z powierzchni. Otworowa Kopalnia Soli „Łężkowice” wchodziła w skład Kopalni Soli „Bochnia” i prowadziła eksploatację złoża soli kamiennej  przez 20 lat, od 1968 do końca 1987 r. Pole otworowe kopalni zajmowało 20.7 ha. Solankę pompowano rurociągiem do dalszego przerobu do kopalni w Bochni. Ze złoża wydobyto 16.5 mln m³ solanki zawierającej 5 mln ton soli, (łącznie z solą, która przedostała się do przepływającej tuż obok Raby – ok. 6 mln ton). Przez kolejne 20 lat trwała likwidacja komór i otworów na polu eksploatacyjnym, wypełnianie zapadlisk, wyrównywanie terenu oraz rekultywacja powierzchni, które zostały zakończone w 2008 r.